# Viesturs Lukševics
Viesturs Lukševics, né le 16 avril 1987 à Kuldīga, est un coureur cycliste letton.

## Biographie
En 2020, il est sélectionné pour représenter son pays aux championnats d'Europe de cyclisme sur route organisés à Plouay dans le Morbihan.

## Palmarès
- 2009
  -  Champion de Lettonie sur route espoirs
- 2011
  - 2e du Riga Grand Prix
- 2015
  - 3e de l'Odessa Grand Prix 2
- 2016
  - 2e du championnat de Lettonie sur route
- 2017
  - 3e du championnat de Lettonie sur route
- 2020
  -  Champion de Lettonie sur route

## Classements mondiaux
| Année                                 | 2007  | 2008 | 2009 | 2010  | 2011 | 2012 | 2013 | 2014 | 2015 | 2016 | 2017 | 2018  | 2019  | 2020 |
| ------------------------------------- | ----- | ---- | ---- | ----- | ---- | ---- | ---- | ---- | ---- | ---- | ---- | ----- | ----- | ---- |
| Classement mondial                    |       |      |      |       |      |      |      |      |      | 764e | 787e | 1104e | 1459e | 335e |
| UCI Europe Tour                       | 1272e | nc   | nc   | 1125e | 834e | nc   | nc   | 806e | 474e | 578e | 556e | 769e  | 980e  | 275e |
| UCI Asia Tour                         | nc    | nc   | nc   | nc    | nc   | nc   | nc   | 272e | nc   | 308e | 342e | 465e  |       |      |
|                                       |       |      |      |       |      |      |      |      |      |      |      |       |       |      |
| Légende : nc = non classéSource : UCI |       |      |      |       |      |      |      |      |      |      |      |       |       |      |